# Bergenia crassifolia
Bergenia crassifolia, más conocida como hortensia de invierno, es una planta del género Bergenia, familia Saxifragaceae. El epíteto de la especie crassifolia significa «hojas gruesas», mientras que el epíteto en el sinónimo Bergenia cordifolia significa «hoja en forma de corazón», aunque también las hojas son descritas como en forma de cuchara.

## Descripción
Crece hasta unos 30 centímetros de altura. Las hojas son resistentes al invierno en climas más cálidos y cambian de color en el rango de marrón óxido a marrón rojizo. El rizoma es trepador, carnoso, grueso, alcanza varios metros de longitud y 3,5 cm de diámetro, con numerosos lóbulos radiculares, muy ramificados, ubicados cerca de la superficie del suelo, convirtiéndose en una poderosa raíz vertical. El tallo es grueso, sin hojas, glabro, de color rojo-rosado, de 15 a 50 cm de altura.
Las hojas se encuentran en una roseta densa basal, de color verde oscuro, que enrojecen en otoño, con una hoja casi redondeada y una vaina membranosa que permanece hasta dos o tres años. La lámina de la hoja es ampliamente elíptica o casi redondeada, redondeada o cordada en la base, obtusa o indistintamente dentada, de 3 a 35 cm de largo, de 2,5 a 30 cm de ancho, en pecíolos anchos que no exceden la longitud de la placa, equipada en la base con estípulas vaginales membranosas. 

### Flor y fruto

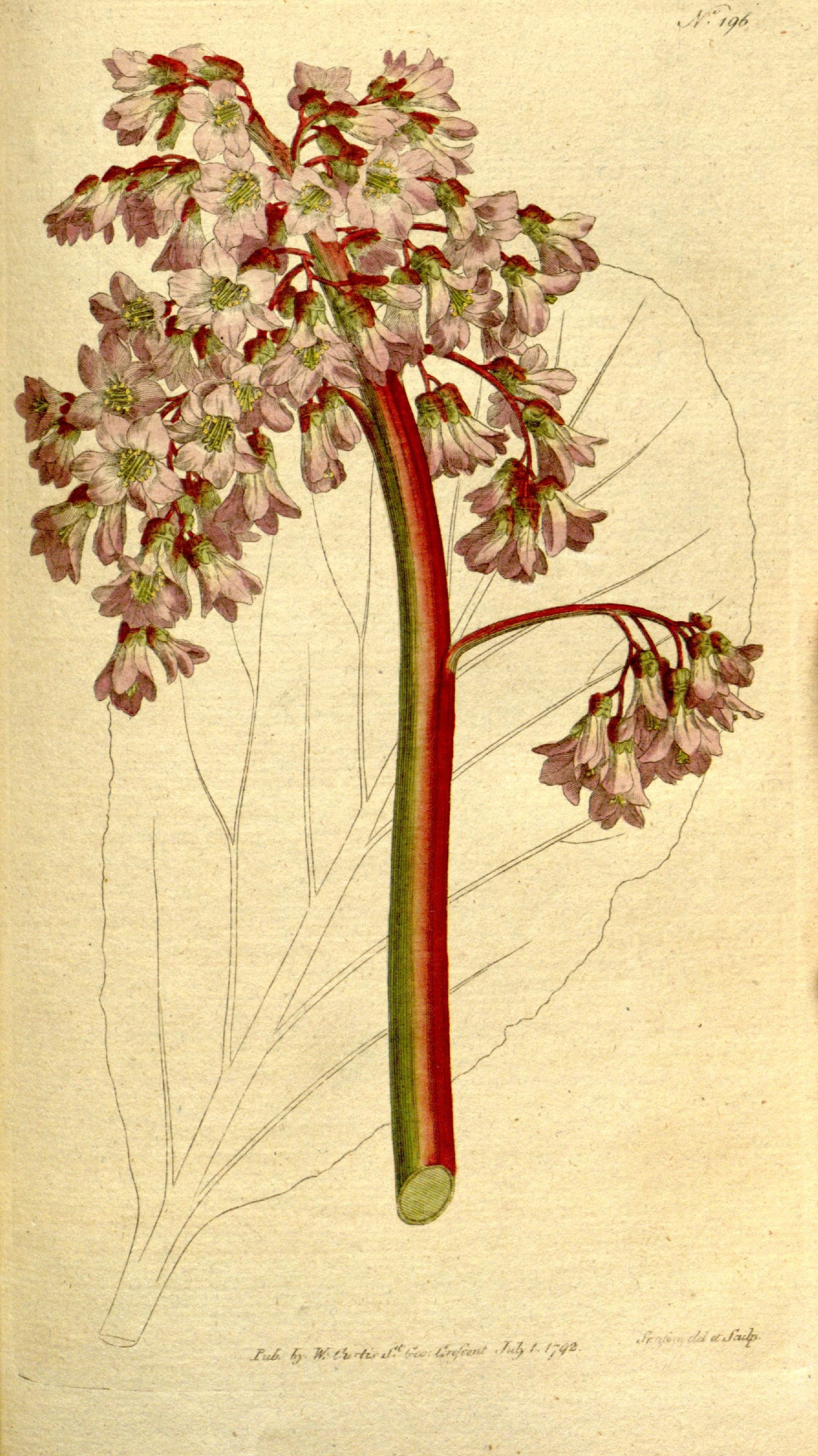
Ilustración de 1793

Las flores son pequeñas, regulares, sin brácteas, en inflorescencia apical gruesa paniculadamente corimbiforme, usualmente dos para un pedúnculo rojizo largo sin hojas de 4 cm de longitud. El cáliz se diseca por la mitad desnudo en cinco lóbulos redondeados superiores ovalados de hasta 4 mm; pétalos obovados u ampliamente ovados, con una caléndula corta ancha, de 10-12 mm de largo, 6-8 mm de ancho, con un ápice redondeado y romo y muchas venas, de color rojo púrpura o rosa. Los estambres son dos veces más largos que el cáliz, y hay diez. El pistilo tiene un ovario semi-inferior, profundamente dividido en dos (tres) columnas con amplios estigmas. 
El fruto es una cápsula seca elipsoidal con dos lóbulos divergentes que se abren a lo largo de la sutura abdominal. Las semillas son numerosas, oblongas, lisas, glabras, facetadas, casi negras, de hasta 2 mm de largo. La planta florece a finales de la primavera y principios del verano antes de que aparezcan las hojas jóvenes. Las semillas maduran a mediados o finales del verano.  

## Cultivo
Es una planta de jardín ampliamente cultivada; los cultivares incluyen Bergenia cordifolia 'Purpurea', Bergenia cordifolia 'Winterglut', Bergenia cordifolia 'Senior' y Bergenia crassifolia 'Autumn Red'. Se reproduce principalmente vegetativamente (por segmentos de rizomas), pero no se excluye la reproducción por semillas. Como planta ornamental, se conoce culturalmente desde mediados del siglo XVIII, se utiliza para paisajismo, en jardines de piedra, arreglos de arbustos y árboles. Los jardineros criaron varias formas con flores de varios colores. La planta prefiere lugares semi-sombreados y sombreados con suelo fértil moderadamente seco. Se propaga dividiendo el arbusto en el otoño.

## Usos
Bergenia crassifolia se utiliza como sustituto del té en su nativa Siberia, Altay y Mongolia. Se utilizan rizomas con fines medicinales, que se recogen a mano, se limpian y se lavan con agua corriente fría. Los rizomas grandes se cortan en trozos largos. Después del secado preliminar, se secan a la sombra o en un área bien ventilada, colocados en una capa de 5 cm sobre papel o tela. Las hojas se utilizan con mucha menos frecuencia. Se utiliza en el curtido de suelas y cueros rusos, así como en la impregnación de redes y lonas. Las materias primas recolectadas en lo alto de las montañas contienen más tánidos que en las montañas bajas.

### Medicinal
Las propiedades medicinales de la planta se han utilizado durante mucho tiempo en la medicina tradicional rusa, así como en la medicina del Tíbet y China. Los extractos acuosos de rizoma y hojas en su interior se utilizan para colitis y enterocolitis de naturaleza no infecciosa, tuberculosis, neumonía aguda y crónica, hemorragia pulmonar, gripe y algunas otras infecciones, laringitis, dolores de cabeza, fiebres, reumatismo articular y enfermedades gastrointestinales.